# Auguste Rondel
Pour les articles homonymes, voir Rondel (homonymie).
Auguste Rondel, né le 1er janvier 1858 à Marseille où il est mort le 6 juin 1934, est un polytechnicien et banquier marseillais.

## Biographie
Auguste Rondel est le fils d'Ernest Rondel, banquier, membre de la Chambre de commerce de Marseille, et de Marie Andrée Manuelle de Prat.
Passionné de théâtre, il a rassemblé au cours de sa vie plus de 300 000 documents, livres, brochures et pièces relatives au théâtre et au spectacle en général. Bibliophile, historien et mécène, il a fait don de sa collection à l'État français en 1920. La « collection Rondel » constitue le noyau des collections du Département des Arts du spectacle de la Bibliothèque nationale de France.
Il a été membre de l'Académie de Marseille (élu en 1916) et a été décoré de l'ordre national de la Légion d'honneur.